# محمد أحسن دار
محمد أحسن دار (1960 في بارامولا بجامو وكشمير - ) هو المؤسس والرئيس السابق لحزب المجاهدين، صنفتها الهند كمنظمة إرهابية، وكذلك الاتحاد الأوروبي، والولايات المتحدة. أسس حزب المجاهدين في عام 1989، كان يعمل مدرسًا ويحمل درجة الماجستير، وهو حاليًا زعيم انفصالي في جامو وكشمير.
وضع أحسن دار أساس حزب المجاهدين في 15 سبتمبر 1989 مع عبد الواحد شيخ، وأصبح قائد المجموعة المسلحة، وفي عام 1990 كان لديه أكثر من 10000 مسلح تحت قيادته.
اعتقل وأُطلق سراحه في عام 1999 بعد سبع سنوات من الاحتجاز، وتم القبض عليه مرة أخرى في 14 يناير 2009، وأفرج عنه في 25 ديسمبر 2012.

## وصلات خارجية
- ولادة حزب المجاهدين
- تعرف على أحسن دار: مدرس سابق، مقاتل الحرية